# Megadolomedes johndouglasi
Espèce
Megadolomedes johndouglasi est une espèce d'araignées aranéomorphes de la famille des Dolomedidae.

## Distribution
Cette espèce est endémique d'Australie. Elle se rencontre au Victoria et en Tasmanie.

## Description
Le mâle holotype mesure 11,6 mm et la femelle paratype 20,2 mm.

## Systématique et taxinomie
Cette espèce a été décrite par en Raven et Hebron en 2018.

## Étymologie
Cette espèce est nommée en l'honneur de John Douglas du QVMAG.

## Publication originale
- Raven & Hebron, 2018 : « A review of the water spider family Pisauridae in Australia and New Caledonia with descriptions of four new genera and 23 new species. » Memoirs of the Queensland Museum, Nature, vol. 60, p. 233-381 (texte intégral).